# Eemshaven
De Eemshaven (1973) is een overslaghaven, gelegen in de Groningse gemeente Het Hogeland en is de grootste zeehaven van Noord-Nederland. Ze ligt aan de westelijke oever van de Eemsmonding, een zeearm waar de Eems uitstroomt in de Noordzee.

## Havens
De haven is CEMT-klasse Va en bestaat uit vier bassins. Net als de haven van Delfzijl wordt de Eemshaven beheerd door Groningen Seaports. De vaarwegdiepte varieert van NAP −12,8 tot NAP −10,8 meter. De haven heeft een verkeersbegeleidingssysteem. Het blokkanaal van de Verkeersdienst Eemshaven is marifoon VHF-kanaal 1. Alle schepen moeten zich bij aankomst en vertrek hier melden.

### Doekegatkanaal
Het Doekegatkanaal vormt de toegang tot de havens. De minimumbodembreedte is 200 × 15 m en een diepte van NAP −15 m. Bij hoog water kunnen schepen met een maximale diepgang van 11 m binnenlopen. Aan het eind van het kanaal is een zwaaikom met een diameter van 440 m en een diepte van NAP −15 m.

### Wilhelminahaven
Dit bassin ligt ten oosten van de zwaaicirkel en is bedoeld voor schepen met een diepgang van 11 m. Het heeft een bodembreedte van 200 m, is 1200 m lang en heeft drie kades: de noordkade met een diepte van 18 m, de Oostkade met een diepte van 16 m, waar vliegas, gips etc. kan worden overgeslagen, en de Zuidkade, diepte 18 m, voor kolenoverslag. Hier is ook een losstoep voor bouw-grondstoffen en bouw-recycling materiaal.

### Julianahaven
Dit bassin ligt ten westen van de zwaaicirkel en heeft een diepte van rond de 12,5 m. Het is 1200 m lang en zo'n 250 tot 300 meter breed. De handelskade heeft een lengte van 1130 m en een breedte van 300 m.

### Emmahaven
Dit bassin ligt ten westen van de zwaaicirkel en ten zuiden van de kade in de Julianahaven. Het is 600 m lang, 130 m breed en 8 m diep. Het heeft aan de zuidzijde een drijvende steiger van 225 m lengte voor binnen-, kust- en dienstvaartuigen en een dienstensteiger voor o.a. de loodsdienst.

### Beatrixhaven
Dit is het noordelijkste bassin met aan de zuidkant een openbare kade van zo'n 1200 m. Het is een offshore windhaven, van waaruit windparken worden aangelegd in de Duitse Bocht en de Noordzee. De twentse Kabel Fabriek heeft er een vestiging voor de productie van stroomkabels.

## Geschiedenis

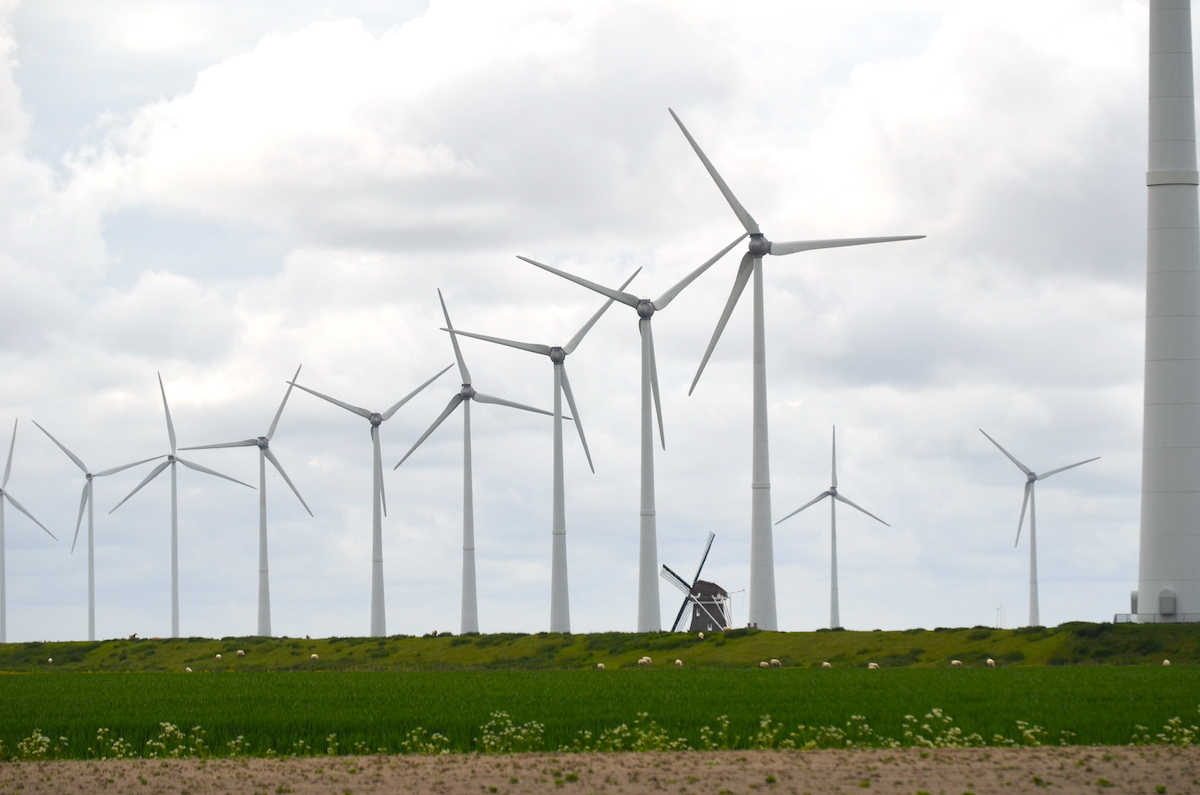
Windmolen Goliath tussen windturbines bij de Eemshaven (2015)

Ten noorden van de stad Groningen ligt het Hoogeland. Dit is ontstaan door aanslibbing langs de kust van de Waddenzee en het ontstaan van wierden. Ten westen hiervan is door een rivier overgebleven (het Reitdiep, een vaart van Groningen naar Zoutkamp) en ten oosten lag een binnenzee (Fivel), deze werd ook Tjariet genoemd. Door verzanding en walophoging slonk deze binnenzee in formaat. Tijdens de grote depressie van 1920-1940 is het Tjariet helemaal ingedijkt. Halverwege deze dijk (tussen Roodeschool / Oosteinde en Spijk) was de tijdelijke werkhaven Emertha aangelegd. In de buurt van deze haven is later de Eemshaven aangelegd.
Ongeveer op deze plaats lag ooit de verdwenen haven Emetha, aan de toenmalige monding van de rivier de Fivel in de Fivel-zeeboezem.
In de jaren 1950 en 1960 groeide de Nederlandse economie hard. Er was behoefte aan veel ruimte voor de stevige industriële ontwikkeling die het land doormaakte. Een van de maatregelen die men koos was de aanleg van een nieuwe zeehaven in Noord-Nederland. Dat werd de Eemshaven, zo'n 20 kilometer noordelijk van de bestaande zeehaven Delfzijl, in de gemeente Het Hogeland (huidige naam van de gemeente).
Een van de redenen om juist voor het Noorden te kiezen was het grote overschot aan arbeidskrachten die voorheen in de landbouw werkten. Op 8 februari 1968 besloten de Provinciale Staten van Groningen tot de realisatie van het Eemshavenproject. Het basisplan omvatte de aanleg van een haven voor schepen tot 40.000 ton, wat later uitgebreid zou kunnen worden naar 70.000 ton. Grondleggers van het plan waren de Groninger waterstaatskundigen ir. J. van Veen en ir. N. Nanninga. Het feitelijke ontwerp van de haven is van de hand van Johan van Veen. Hij ontwierp de haven op een zodanige wijze, dat de havenmonding tot in het Doekegat steekt. Het Doekegat is een diepe geul in de Waddenzee. Door dit ontwerp is het mogelijk dat schepen met een grote diepgang, en dus met veel tonnage, toegang hebben tot de Eemshaven.
In 1973 was de eerste fase van de werkzaamheden afgerond, en op 7 juni van dat jaar werd tegelijk met een uitbreiding van de haven van Delfzijl de Eemshaven geopend door Koningin Juliana vanaf het passagiersschip Rottum.

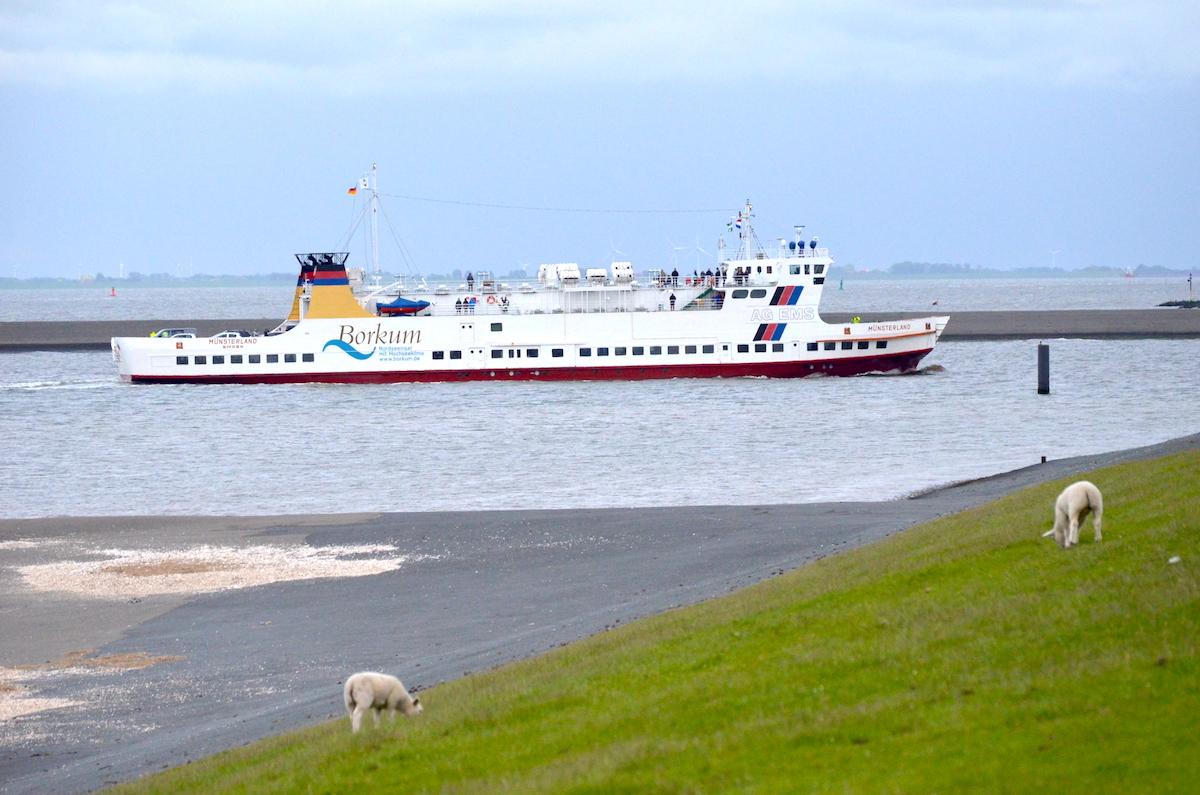
Veerboot Münsterland uit Borkum loopt de haven van Eemsmond binnen (2015)

In 1976 kwam de eerste klant naar de Eemshaven: AG Ems nam een stuk grond en een steiger in gebruik langs het Doekegatkanaal. De rederij ging passagiersdiensten onderhouden naar het Duitse eiland Borkum. De zogenaamde Butterfahrten van Rederij Kamstra verplaatsten zich van Delfzijl naar de Eemshaven. Ze werden in 1999 opgeheven, toen de Europese eenwording een einde maakte aan het belastingvrij inkopen in internationale wateren.
De Eemshaven was ontworpen voor grootschalige activiteiten in de olieraffinage en basischemie. De oliecrisis van 1973 stak een spaak in het wiel, waardoor er geen olie- noch chemische industrie van de grond kwam. De enige bron van inkomsten vormden (grote) schepen, die in de haven tijdelijk gestald werden (en waarvoor het havenschap geld ontving). Een van de topattracties was de olietanker Aiko Maru (lengte 365 m, breedte 70 m, 430.000 ton draagvermogen). Dat schip arriveerde op 22 april 1983, en was de oorzaak van de langste file ooit in de Provincie Groningen: 22 kilometer, van Delfzijl naar de Eemshaven.

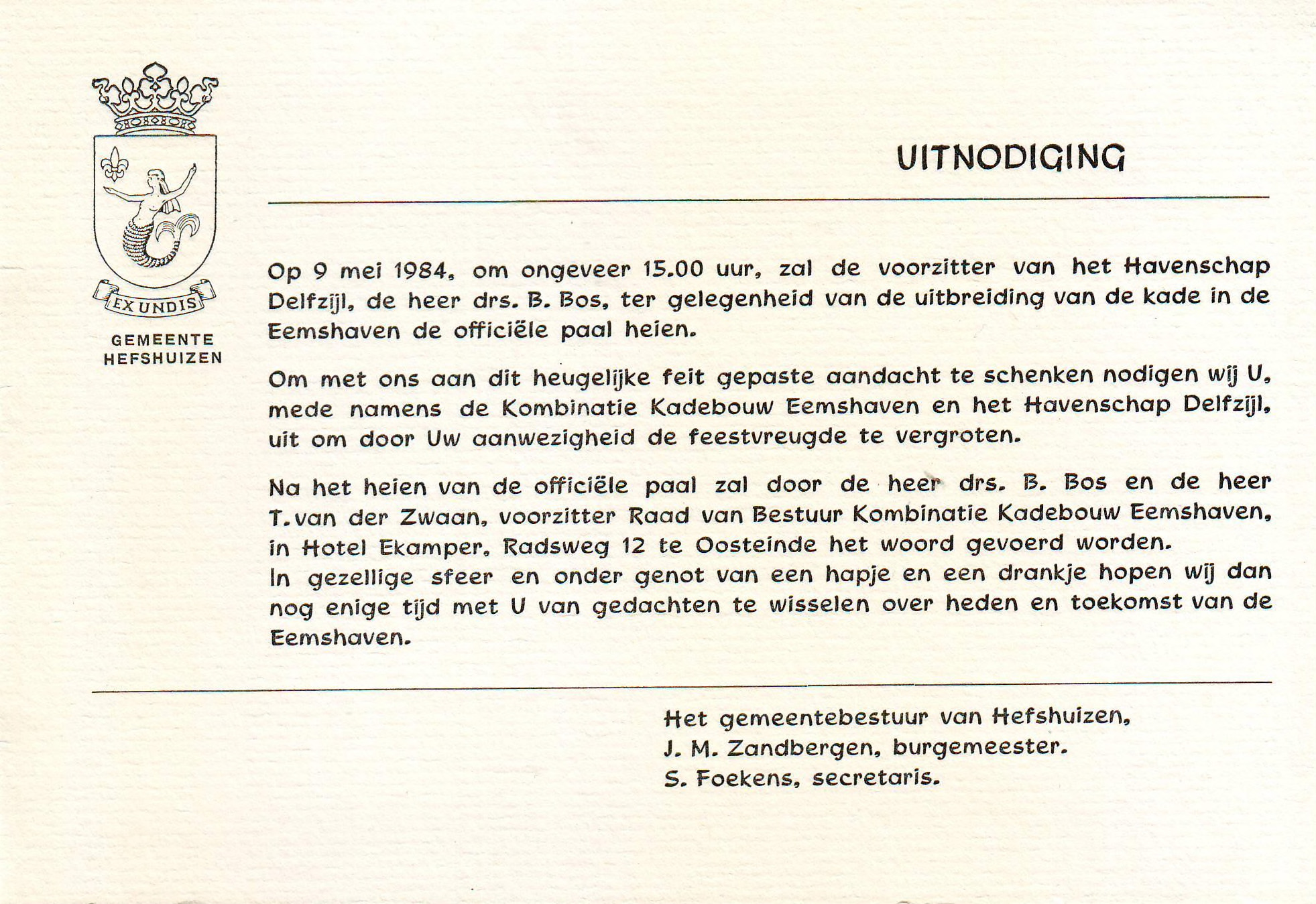
In 1984 werd de eerste paal geheid door voorzitter van het Havenschap drs. B. Bos, ter uitbreiding van de kademuur (1984)

 In 1978 werd een 600 meter lange handelskade in gebruik genomen. Deze kade werd in 1984-1985 nog eens met 550 meter verlengd. In die jaren werd ook de Julianahaven uitgebreid. Vanaf de bouw van de kade begon zich kleinschalige bedrijvigheid te vestigen in de Eemshaven. Een grotere ontwikkeling was dat vanaf 1996 de Meyer Werft uit Papenburg besloot haar grootste schepen voor afbouw en bevoorrading naar de Eemshaven te brengen, vanwege problemen met de diepgang op de Eems. Het eerste schip dat in dat kader arriveerde was het luxueuze passagiersschip Galaxy, waar bijna een half miljoen mensen naar kwamen kijken in de anderhalve maand dat het schip in de haven lag.
In de jaren negentig werd de eerdere aandacht op industrie losgelaten. Het accent bij de ontwikkeling van de haven ligt nu op logistieke bedrijvigheid, waaronder overslag. Het eerste initiatief op dat gebied was een fruitterminal, die in 1986 voor circa 120 miljoen gulden werd aangelegd, maar mislukte. In de jaren na 2000 zijn de overslagactiviteiten flink toegenomen: de goederenoverslag is in de periode 2003-2011 verdrievoudigd. Eind jaren negentig tot begin jaren 2010 werd de rol van de Eemshaven in de energievoorziening van Nederland steeds belangrijker door de bouw van energiecentrales.
In november 2012 zijn plannen goedgekeurd om het haventerrein met ruim 180 hectare uit te breiden. Het betreft hier een uitbreiding in het zuidoostelijke gedeelte ter hoogte van de N33. Met deze plannen is een investering van 54,3 miljoen euro gemoeid. De uitvoering zal gefaseerd plaatsvinden en zal vooral bestemd zijn voor energie- en datagerelateerde activiteiten. De uitbreiding is een gevolg van de sterke groei van energiegerelateerde activiteiten in de haven sinds 2005. Zonder deze expansie zal naar verwachting alle grond in de haven rond 2020 in gebruik zijn. Een onderdeel van het plan, de uitbreiding van de Wilhelminahaven, is echter door de Raad van State tegengehouden. Dit is een gedeeltelijk succes voor vier natuurorganisaties, die zich tegen alle uitbreidingsvergunningen hadden verzet.
Vanwege de sterke groei van de Eemshaven en de bouw van verschillende windmolenparken is er in 2019 een helikopterhaven gebouwd in de Eemshaven. Via deze helikopterhaven kunnen monteurs met een aanzienlijke tijdwinst naar de windmolenparken gevlogen worden.

## Chronologie
- 1973 (7 juni) - Officiële opening door koningin Juliana.
- 1974-1979 - Bouw en realisatie van de Eemshavenweg.
- 1976 - De eerste "klant", AG Ems start de Borkumlijn, een reguliere veerdienst op Borkum
- 1976 - start bouw van de elektriciteitscentrale van de Epon (695 MW)
- 1977 - de Butterfahrten (tax free minicruise) van rederij Kamstra worden verplaatst van Delfzijl naar de Eemshaven
- 1978 - start aanleg handelskade. In de loop der jaren vestigden zich daar onder meer Veem & Factor en Sealane.
- 1978 - opening van de stamlijn Eemshaven, er is nu ook goederenvervoer per spoor mogelijk
- 1986 - opening van de fruitterminal waarvan de aanleg 122 miljoen gulden kostte
- 1990 - bouw van de patatfabriek
- 1994 - Opening van de drijvende afbouwwerf van scheepswerf Pattje
- 1994 - Het bedrijf Conoco (gasverwerking) komt in beeld door een mogelijke investering van 4 miljard gulden en werk voor 1700 man
- 1996 - uitbreiding van de elektriciteitscentrale met 1705 MW. De centrale is inmiddels eigendom van Engie
- 1996 - het eerste cruiseschip in aanbouw door de Meyer Werft, de Galaxy, ligt enige tijd in de Eemshaven om te worden afgebouwd. Het schip trekt een half miljoen toeschouwers
- 1996 - naamswijziging: het Havenschap Delfzijl-Eemshaven gaat verder onder de naam Groningen Seaports
- 1997 - de patatfabriek wordt verplaatst naar Zeeland
- 1997 - plannen voor een buitendijkse werf, Meyer Werft, bouwer van cruiseschepen overweegt verhuizing naar de Eemshaven
- 1999 - Wagenborg neemt de fruitterminal over. Tot dan is de fruitterminal het symbool van alles wat mislukt in de Eemshaven
- 1999 - het plan voor een buitendijkse werf wordt afgeblazen
- 1999 - Europese regels maken een einde aan de Butterfahrten
- 2003 - plannen voor sloopwerf Ecodocks
- 2004 - het recyclingbedrijf Theo Pouw start een grote nevenvestiging in de Eemshaven
- 2006 - ontmanteling van de afbouwwerf Volharding (voorheen Pattje)
- 2006 - start van de moutfabriek Holland Malt
- 2007 - plannen voor sloopwerf Ecodock worden gestaakt
- 2007 - het bedrijf Biovalue start met de productie van biodiesel (jaarproductie 65 miljoen liter)
- 2008 - het Eemshaven-complex wordt uitgebreid met de Beatrixhaven. AG Ems start haar Borkumlijn vanuit deze haven en Wijnne & Barends opent er een containerterminal
- 2008 - NorNed-kabel wordt operationeel met een onderzeese stroomkabel tussen Noorwegen en Nederland
- 2008 - start bouw van de elektriciteitscentrale van Nuon (1200 MW)
- 2008 - Opening van het datacenter TCN, met Google als grootste klant
- 2010 - de plannen voor een aanlanding van vloeibaar aardgas (lng - Essent, Vopak, Gasunie) worden niet doorgezet
- 2010 - Biovalue staakt productie
- 2011 - Verlenging Wilhelminahaven
- 2013 - Biovalue herstart productie na overname door Bio-Oil
- 2014 - Google Inc. besluit een groot datacenter te bouwen[9]
- 2018 - Station Eemshaven wordt geopend aan de spoorlijn naar Groningen
- 2019 - Opening Heliport Eemshaven
- 2020 - Google Inc. start met de bouw van een nieuw tweede datacentrum
- 2022 - Holland Norway Lines start een ferryverbinding met het Noorse Kristiansand[10]
- 2023 - Holland Norway Lines stopt met ferryverbinding wegens faillissement.[11]

## Bedrijven

### Veerterminals
In de Eemshaven bevinden zich enkele veerterminals, onder andere van AG Ems met een veerdienst op Borkum.
Anno 2019 waren er plannen voor een veerdienst naar Rosyth in Schotland.
Op 7 april 2022 vertrok de eerste veerboot van de Holland Norway Lines, de MS Romantika, vanuit de Beatrixhaven van Eemshaven voor de reis van 18 uur naar Kristiansand in Noorwegen. De veerboot heeft ruimte voor 60 vrachtwagens, 300 auto's en 2500 passagiers.In september 2023 is de rederij failliet gegaan. Daarvoor was de veerdienst al verplaatst naar het Duitse Emden.

### Elektriciteitscentrales

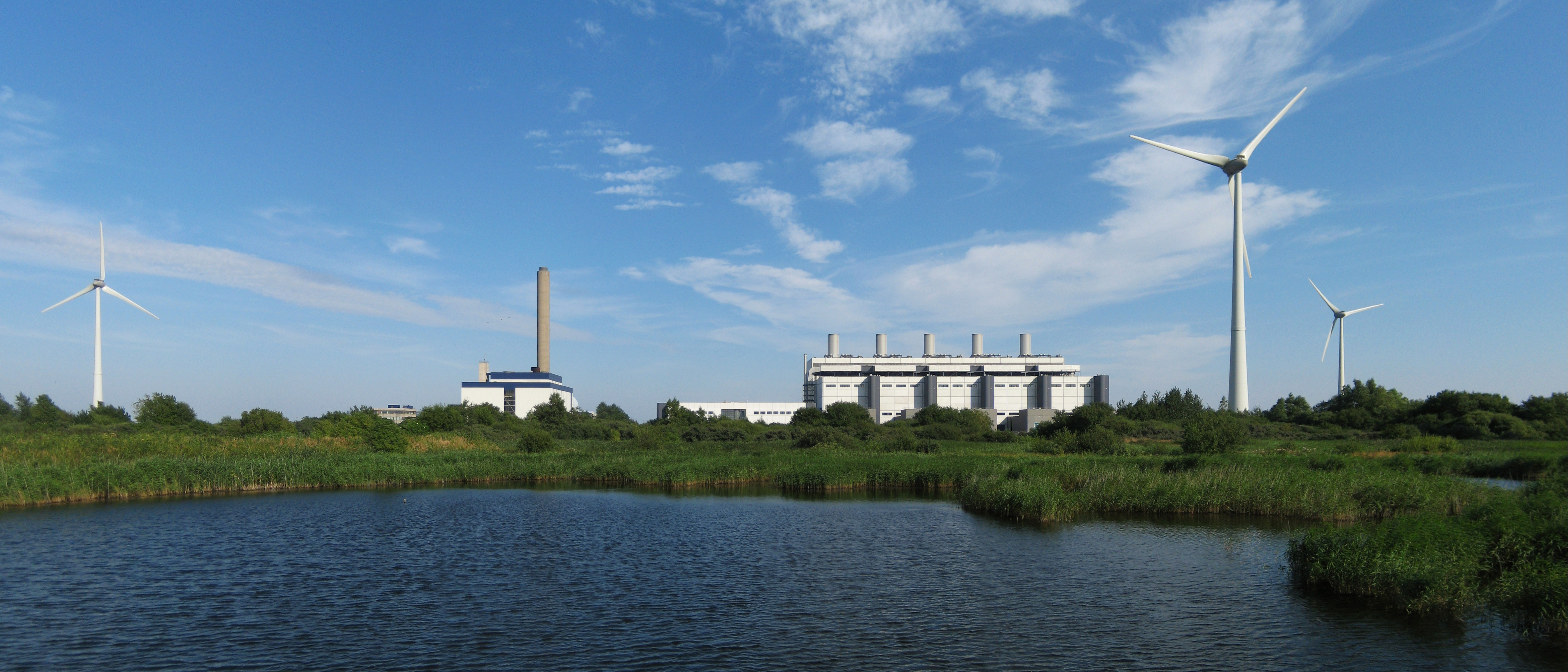
De Eemscentrale (2012)

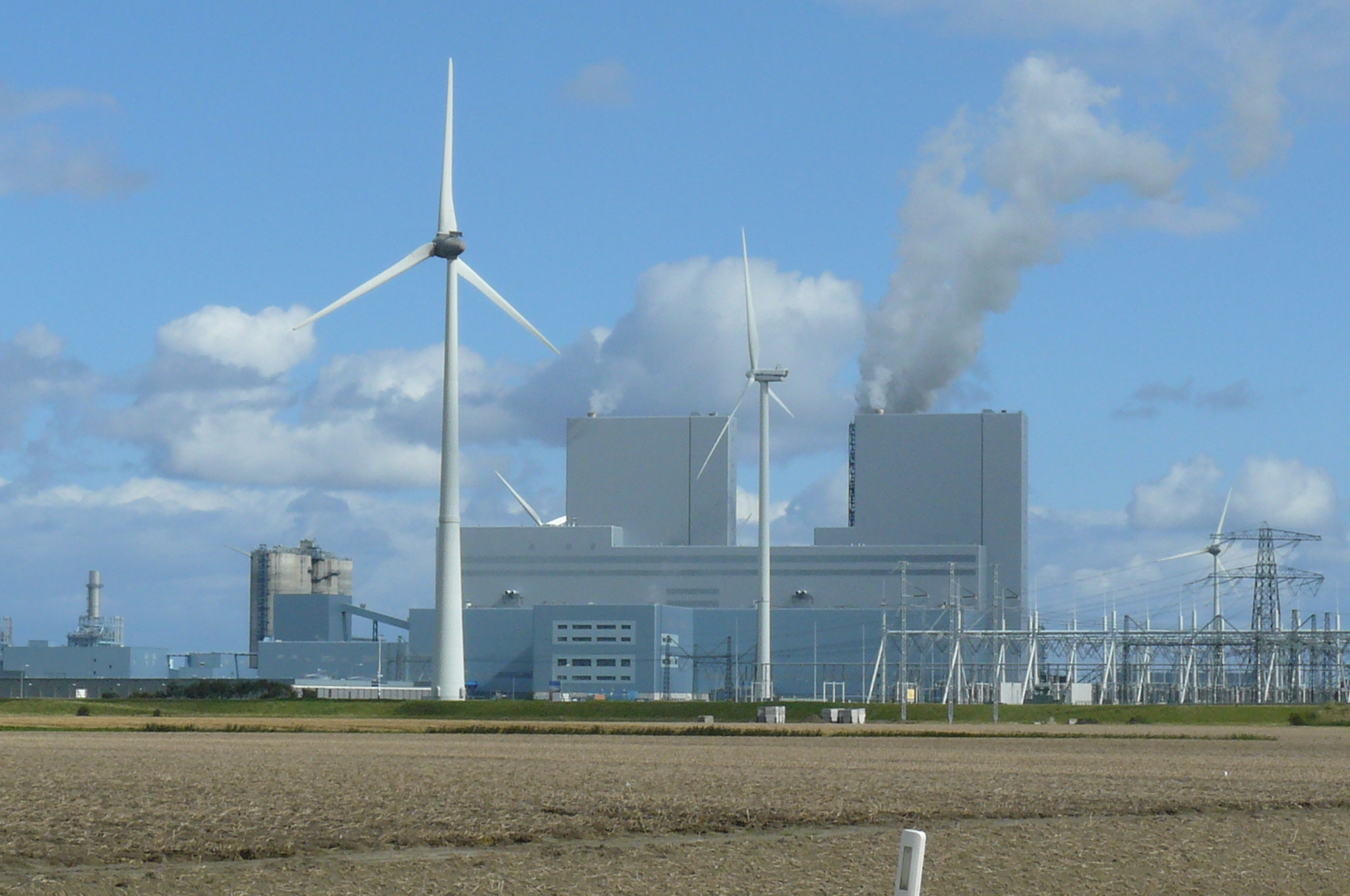
De RWE-kolencentrale in 2017

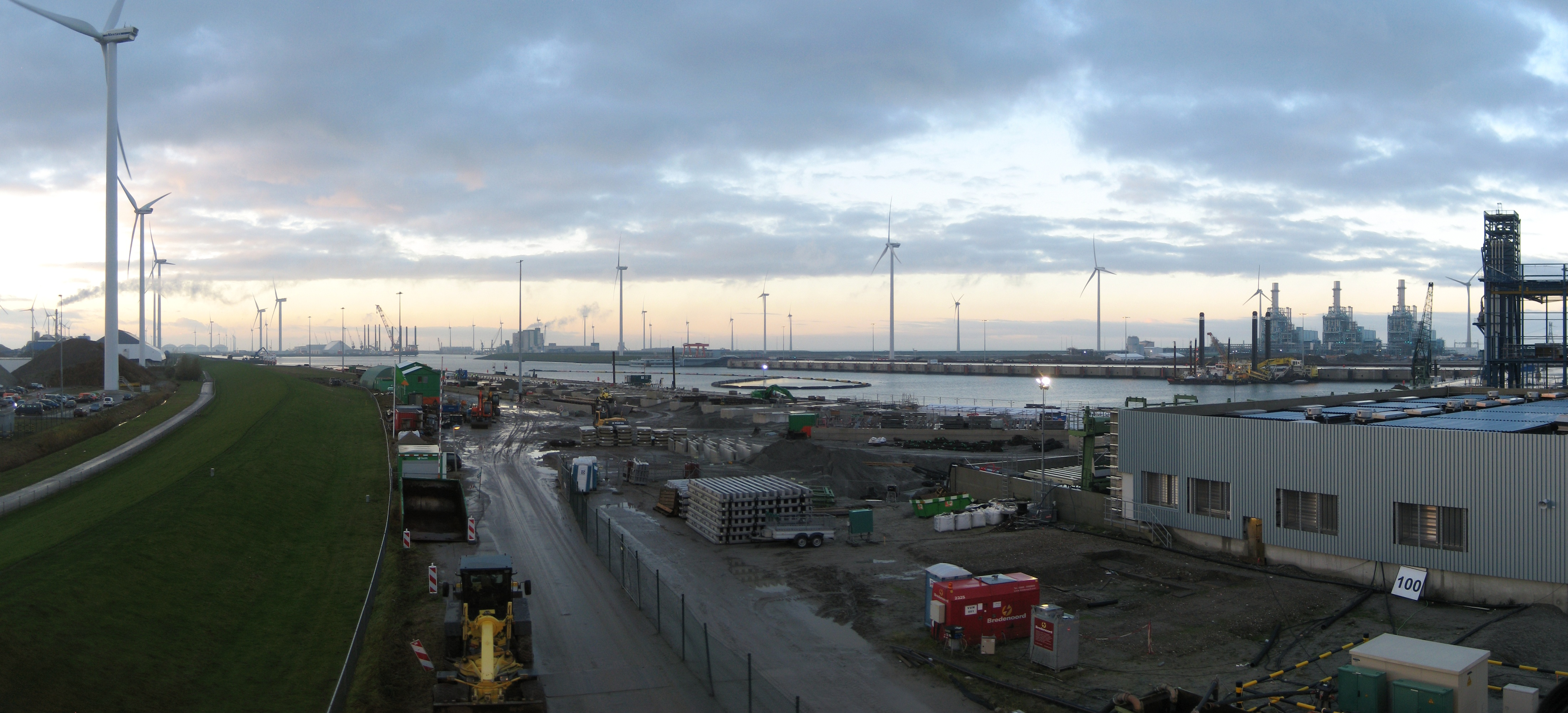
Werkzaamheden in de Wilhelminahaven tijdens de bouw van de RWE-kolencentrale (november 2012)

De Oostlob is thans het gebied waar de grootste ontwikkelingen worden verwacht.
De Eemshaven speelt een belangrijke rol in de energievoorziening van Nederland. Sinds 1997 heeft Electrabel daar vijf gasgestookte STEG-eenheden van de Eemscentrale met een totaal vermogen van 1750 megawatt (MW), een gasgestookte combi-eenheid met een vermogen van 675 MW en een gasturbine-eenheid met een vermogen van 17 MW. Verder staan op het terrein nog negen windmolens met een totaal vermogen van 27 MW.
NUON startte in 2008 met de bouw van de Nuon Magnum Multi-fuel centrale met een vermogen van ongeveer 1200 MW. De centrale kan elektriciteit produceren uit gas, kolen en biomassa. Nuon Magnum wordt in twee fasen gebouwd. Eerst bouwde Nuon het gasgestookte gedeelte, en later een installatie voor kolenvergassing en de CO2-afvanginstallatie. In april 2011 besloot Nuon de plannen voor de 2e fase uit te stellen tot minstens 2020. De bouw van de gasgestookte centrale ging gewoon door en medio 2013 werd de centrale officieel in gebruik genomen. Per 30 september 2022 verkoopt Vattenfall de Magnum energiecentrale aan het Duitse RWE. De verkoop levert Vattenfall zo'n 500 miljoen euro op.
RWE heeft er een kolencentrale met een capaciteit van 1560 MW en met mogelijkheden voor CO2-afvang. De locatie Eemshaven is gunstig vanwege de haven die de aanvoer van steenkool met grote zeeschepen mogelijk maakt, de aanwezigheid van voldoende koelwater waardoor geen koeltorens nodig zijn en de directe aanwezigheid van lege aardgasvelden in het noorden van Nederland voor de - eventuele - opslag van CO2. In de centrale komt ook een installatie die stroom uit biomassa kan produceren; deze krijgt een vermogen van 160 MW. Het rendement van de kolencentrale is zo'n 46% en vergde een investering van 3,2 miljard euro. De centrale is sinds de zomer van 2015 operationeel. In september 2019 begon de bijstook met biomassa, restmateriaal van bosbouw en houtproductie. RWE begint hier met 15% biomassa bijmenging en heeft de intentie dit verder te verhogen.
In de Eemshaven komt bovendien een onderzeese hoogspanningskabel aan land vanuit Noorwegen. De 580 km lange Norned-kabel is een gelijkspanningskabel en daarom wordt er zowel in Noorwegen als in Eemshaven een omvormerstation gebouwd. In 2019 is daar de COBRA-kabel bijgekomen, een vergelijkbare verbinding met Denemarken.
Ooit had de Eemshaven het grootste windmolenpark op land van Europa met een capaciteit van 156 MW. Het werd ingehaald door het Windpark Sintfeld bij Paderborn met meer dan 200 MW.

### Moutfabriek
Holland Malt is een moutfabrikant die eigendom is van Bavaria. De firma is in 2003 ontstaan als een samenwerkingsverband van Bavaria met Agrifirm, een coöperatie van tuinders en boeren. De partners hebben in totaal 55 miljoen euro geïnvesteerd in een nieuwe moutfabriek met bijbehorende graansilo's in de Eemshaven. Medio 2006 werd de fabriek officieel in gebruik genomen. Mout wordt onder andere gebruikt als grondstof voor bier. De fabriek had een capaciteit van 165.000 ton wat overeenkomt met een jaaromzet van ongeveer 100 miljoen euro. De locatie is gekozen vanwege de goede aan- en afvoerwegen voor grondstoffen en de beschikbaarheid van frisse lucht die essentieel is voor het productieproces. Holland Malt heeft een tweede moutfabriek in Lieshout. In november 2014 heeft Agrifirm zijn belang van 43% in Holland Malt verkocht aan Bavaria. De bierbrouwer had al de overige 57% van de mouterij in handen en is dus enige eigenaar geworden. In juli 2016 werd bekend dat Holland Malt de mouterijcapaciteit met twee moderne torens gaat uitbreiden waarmee de capaciteit bijna verdubbelt tot 280.000 ton mout per jaar. Deze uitbreiding kwam in 2018 gereed.

### Overslagbedrijf

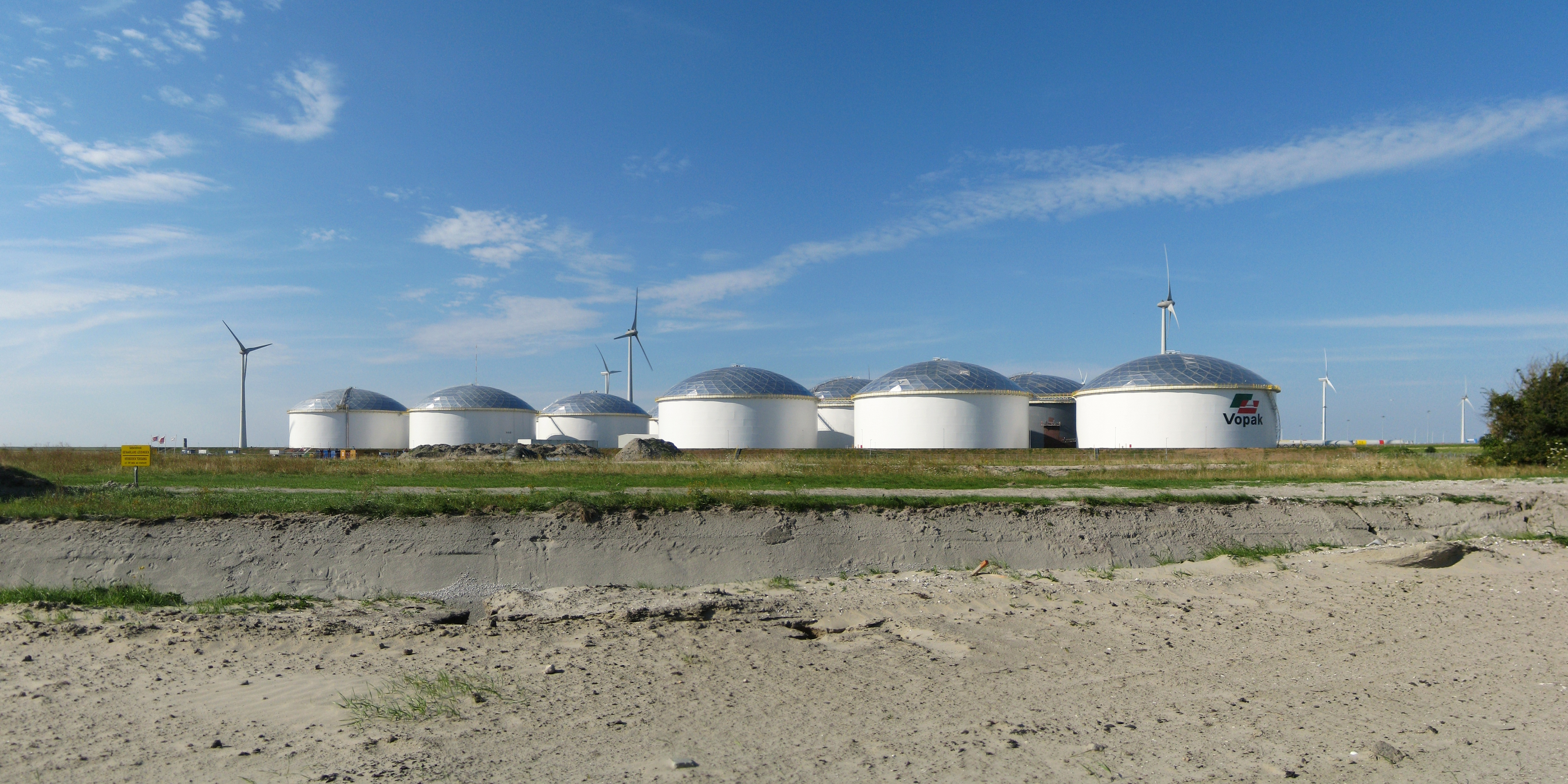
De Vopak Terminal Eemshaven (2012)

Het overslagbedrijf Veem & Factor exploiteert een aantal loodsen in de Eemshaven. Het bedrijf kwam op 30 juli 2007 in het landelijke nieuws doordat brand uitbrak in een aantal van de reusachtige opslagloodsen. In deze gebouwen was huisvuil opgeslagen voor een recyclingbedrijf. De brand kon met enige moeite worden geblust en leverde een miljoenenschade op.
Tot 2010 waren er plannen voor de aanlanding van vloeibaar aardgas (lng). Gasunie, Vopak en Essent deden een onderzoek naar de haalbaarheid van een lng-terminal, die volgens de plannen twee opslagtanks moest krijgen van elk 180.000 m³ lng waarmee jaarlijks 10 tot 12 miljard m³ aardgas zou kunnen worden geproduceerd. Korte tijd later werd echter duidelijk dat een terminal financieel niet haalbaar was omdat er al te veel van dit soort terminals in Europa zijn.
Begin 2011 maakten Vopak en joint venture partner NIBC European Infrastructure Fund bekend een nieuwe opslagterminal voor olieproducten te bouwen. Deze komt op een 55 hectare groot terrein gelegen ten zuidwesten van de Julianahaven. De terminal zal gebruikt worden voor de opslag van strategische voorraden ruwe aardolie, benzine en diesel. In de eerste fase worden 11 tanks gebouwd met een totale capaciteit van 660.000 m³ en een steiger voor zeeschepen. Op 2 september 2012 meerde de MS Eagle Matsuyama als eerste olietanker aan bij de steiger van Vopak Terminal Eemshaven. De tanker had 35.000 ton lading aan boord en opende hiermee de terminal. Als de vraag daartoe aanleiding geeft, kan de opslagcapaciteit worden uitgebreid tot 2,76 miljoen m³.

### Ecodock
In 2006 kwamen concrete plannen naar buiten om schepen op een ecologisch verantwoorde werkwijze, onder mensvriendelijke werkomstandigheden en winstgevend te slopen. Het Ecodock project was een initiatief van de Groningse afval- en recyclingspecialist Doebren Mulder. Het was bedoeld als alternatief voor het slopen van schepen op stranden in India, Bangladesh en China. De omstandigheden waaronder dit gebeurt, zijn slecht voor de werknemers, veel ongevallen door ondeskundigheid, en het milieu. Bij de sloop komen grote hoeveelheden smeerolie, brandstof, chemicaliën, kunststoffen, zware metalen, asbest en andere verontreinigingen in zee terecht. In de Wilhelminabekken in de Eemshaven zou een droogdok komen van ongeveer 300 meter lang, 55 meter breed en 8 meter diep op een werf van ongeveer 30 hectare groot. Voor de ontwikkeling van het eerste Ecodock was een investering nodig van 64 miljoen euro. Omdat de twee investeerders niet met geld over de brug kwamen werd Ecodock in augustus 2007 failliet verklaard, nog voordat de eerste paal in de grond was geslagen.

### Google

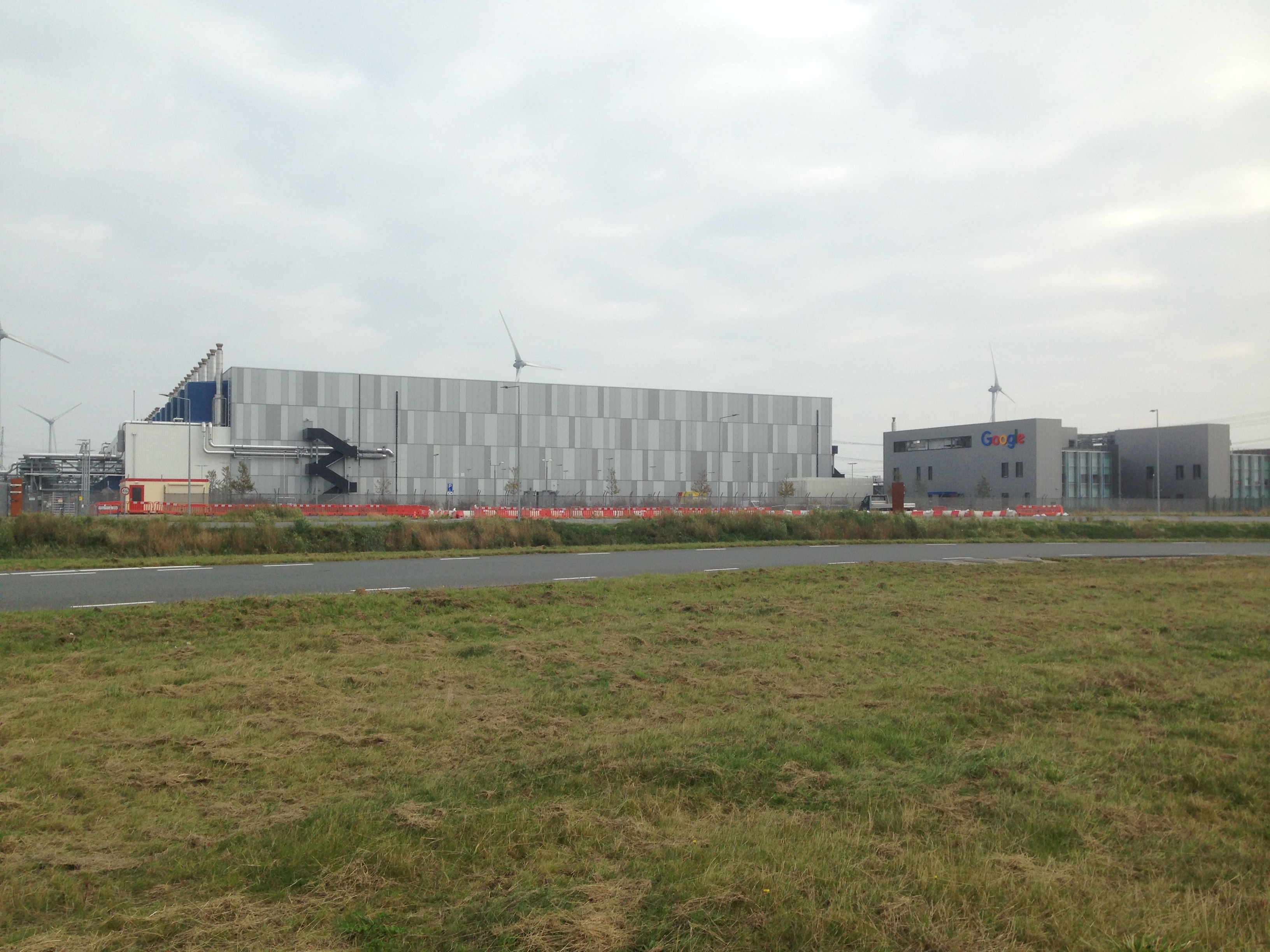
Datacenter in de Eemshaven (2018)

Bij de Eemshaven staat sinds 2008 een van de grootste computercentra van Europa. Het gebouw dat eigendom is van TCN biedt plaats aan 100.000 servers. Google is enige huurder van het complex. De Eemshaven is een interessante locatie voor de bouw van datacentra, omdat er in de buurt een belangrijke trans-Atlantische glasvezelkabel binnenkomt. Bovendien zijn er verschillende energiecentrales en een groot windmolenpark, waardoor er een stabielere energievoorziening is dan in de Randstad.
In 2014 werd de bouw van een tweede datacenter bekendgemaakt. Het terrein voor dit nieuwe datacenter is 50 hectare groot, genoeg ruimte voor tienduizenden servers, en zal werkgelegenheid bieden voor 150 mensen. In 2016 kwam dit gereed na een investering van 600 miljoen euro. In 2018 volgde wederom een uitbreiding waarmee 500 miljoen euro is gemoeid. Bij het Google datacenter in de Eemshaven werken ongeveer 350 mensen.
In 2021 werd bekend dat een boer voor miljoenen euro is gedupeerd bij de verkoop van grond voor het datacenter. Omstreeks 2010 voerde Groningen Seaports in het geheim gesprekken met Google en Microsoft over de bouw van datacenters. Hiervoor was land nodig en boeren werden benaderd grond te verkopen. Een boer stemde hiermee in en verkocht zijn land voor 8 miljoen euro. Voor de transactie definitief werd, trekt koper Groningen Seaports zich terug. Als alternatief wil de boer windmolens op het land plaatsen, maar dit wordt geblokkeerd door Groningen Seaports. De boer verkoopt vervolgens zijn grond voor veel minder geld aan zijn buurman. Na deze verkoop blijkt er toch een datacenter te komen. De nieuwe eigenaar verkoopt het land aan Groningen Seaports voor een veel hoger bedrag en maakt een winst van bijna 1 miljoen euro. Later werd bekend dat Google ongeveer drie keer meer heeft betaald voor het land aan Groningen Seaports. Er volgde een rechtszaak, maar de rechter gaf de boer ongelijk omdat niet aan alle contractuele voorwaarden was voldaan.

## Overslaggegevens
Sinds 2003 is de goederenoverslag in de Eemshaven vertienvoudigd. De stijging in 2012 was het gevolg van de nieuwe Vopak terminal die in september 2012 is geopend. Hiervoor werd 0,5 miljoen ton olie aangevoerd. Vanaf 2014 heeft de ingebruikname van de kolencentrale van RWE geleid tot extra overslagvolumes door de aanvoer van steenkool en biomassa.
|          | 2003 | 2004 | 2005 | 2006 | 2007 | 2008 | 2009 | 2010 | 2011 | 2012 | 2013 | 2014 | 2021 |
| -------- | ---- | ---- | ---- | ---- | ---- | ---- | ---- | ---- | ---- | ---- | ---- | ---- | ---- |
| Overslag | 729  | 617  | 1143 | 1584 | 1743 | 2187 | 2016 | 2755 | 2527 | 3444 | 2052 | 4176 | 7272 |

## Spoor- en wegverbindingen
Twee rijkswegen lopen naar het havengebied:
- de N46, ook wel Eemshavenweg genoemd, de verbinding met Groningen en de A7.
- de N33 loopt naar Assen en de A28.

Station Eemshaven is sinds 2018 het eindpunt van de spoorlijn naar Groningen.

### Geschiedenis

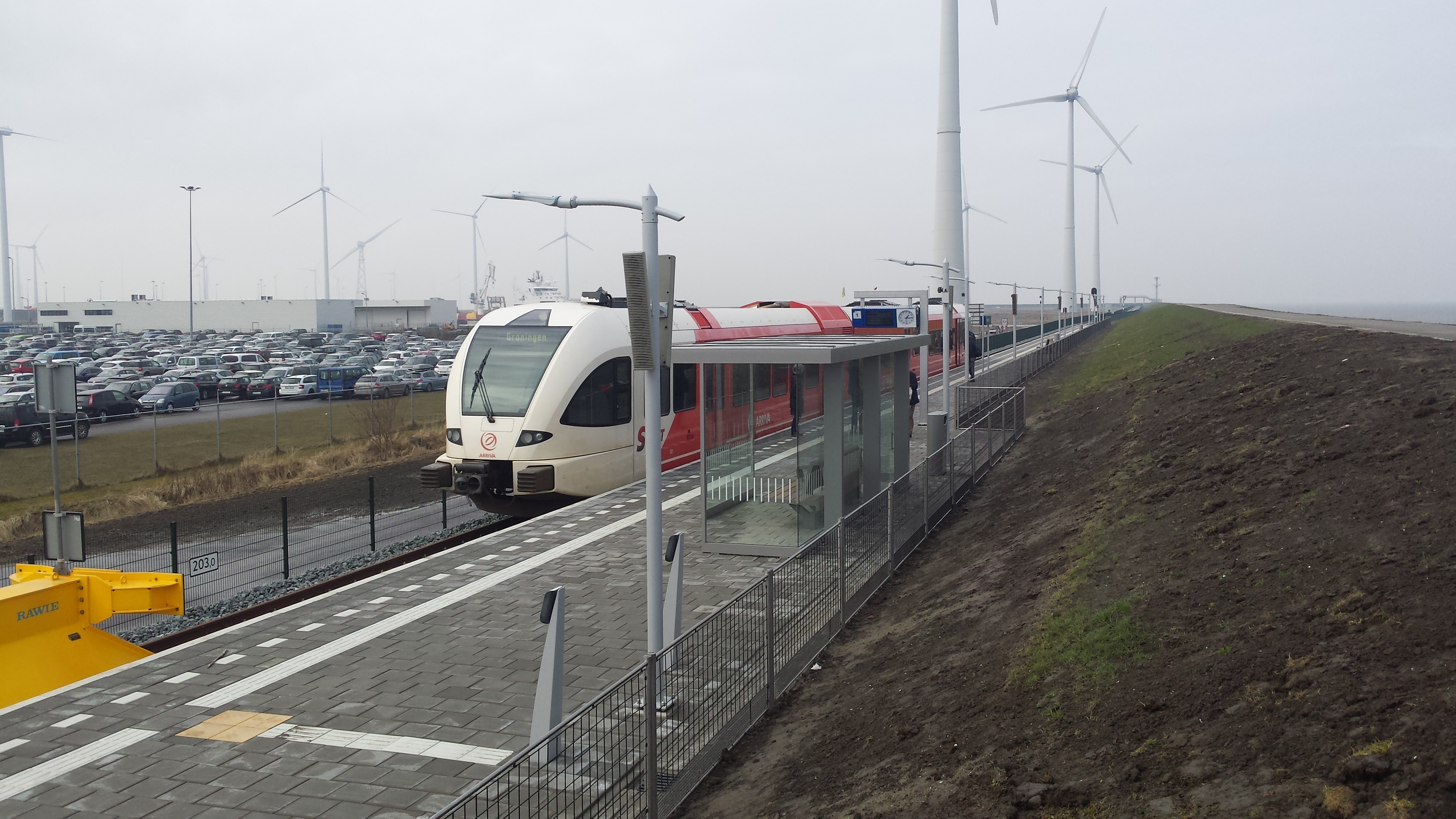
Station Eemshaven, gelegen langs de dijk langs de Eems, in 2018. Het is sinds dat jaar het noordelijkste treinstation van Nederland.

De spoorlijn Groningen – Roodeschool is in 1978 verlengd met de stamlijn Eemshaven. Het gedeelte van Roodeschool tot Eemshaven werd uitsluitend gebruikt voor goederenvervoer, maar volgend op een besluit in 2015 werd het spoor vanaf het voorjaar van 2018 over een afstand van 4,7 kilometer aangepast, zodat het sinds maart 2018 ook geschikt is voor personenvervoer. Daarnaast werd 3 kilometer nieuw spoor aangelegd, grotendeels op buitendijks terrein. Ook werd het station Roodeschool verplaatst en het nieuwe station Eemshaven aangelegd. Dit ligt aan de Borkumkade, nabij de terminal van de veerboot van AG Ems van en naar Borkum. Voorlopig werd  4 à 5 keer per dag gereden in aansluiting op de veerboten maar bij de gunning aan Arriva van de nieuwe concessie voor de periode 2020-2035 werd bepaald dat de treinen de gehele dag tot 20.00 uur een halfuurdienst zullen rijden ten behoeve van de werkenden in het Eemshavengebied.
Een lijndienstbus en belbus naar de terminal van rederij AG Ems zijn verdwenen.

## Trivia
- Tot en met 2008 werd eens per jaar geracet op een stratencircuit in de Eemshaven.
- Een opmerkelijk monument in een moderne haven is de poldermolen De Goliath uit 1897.
- In 2021 wordt in de Eemshaven de muziektheaterproductie HAIM gespeeld, waarin de haven zelf en haar geestelijk vader Johan van Veen centraal staan.[36]

Hoofdplaats: Uithuizen

Dorpen: Adorp · Den Andel · Baflo · Bedum · Eenrum · Eppenhuizen · Hornhuizen · Houwerzijl · Kantens · Kloosterburen · 't Lage van de Weg · Lauwersoog · Leens · Leenstertillen · Lutjewolde · Mensingeweer · Molenrij · Niekerk · Noordwolde · Oldenzijl · Onderdendam · Onderwierum · Oosteinde · Oosternieland · Pieterburen · Rasquert · Rodewolt · Roodeschool · Rottum · Saaxumhuizen · Sauwerd · Startenhuizen (deels) · Stitswerd · Tinallinge · Uithuizermeeden · Ulrum · Usquert · Vliedorp · Vierhuizen · Warffum · Warfhuizen · Wehe-den Hoorn · Westerdijkshorn · Westernieland · Wetsinge · Winsum · Zandeweer · Zoutkamp · Zuidwolde · Zuurdijk

Buurtschappen, gehuchten, wierden en buurten: 1e Nijhoezen · 2e Nijhoezen · 't Aagt · Abbeweer · Alinghuizen · Arwerd · Barnegaten · Bellingeweer · Bethlehem · Beusum · Bokum · Breede · Broek · Het Bultje · De Dingen · De Raken · De Vennen · Den Haver · Deikum · Doodstil · Douwen · Duisterwinkel · Eelswerd · Eemshaven · Elens · Ellerhuizen · Ernstheem · Ewer · Grijssloot · Groot Maarslag · Groot Wetsinge · De Haar · Hammeland · Den Hander · Harssens · Hefswal · Hekkum · Helwerd · Heuvelderij · Hiddingezijl · Holwinde · De Hoogte · De Horn · De Houw · 't Houweel · De Hucht · Kaakhorn · Katershorn · Kattenburg · Klei · Kleine Huisjes · Klein Garnwerd · Klein Maarslag · Klein Wetsinge · Kolham · Koningslaagte · Koningsoord · De Knijp · Kruisweg · Lutje Marne · Lutke Saaxum · Maarhuizen · (Marnehuizen) · Menkeweer · Menneweer · Midhalm · Midhuizen · Mollenhuizen · Nijenklooster · Noordpolder · Noordpolderzijl · Obergum · Oldenzijl · Oldorp · Oosterhorn · Oosterhuizen (Eenrum) · Oosterhuizen (Zuidwolde) · Oudedijk · Oudeschip · Paapstil · Panser · Plattenburg · Polen · Ranum · Reidland · Roodehaan · Schapehals · Schaphalsterzijl · Schilligeham · Schouwen · Schouwerzijl · Sint Annerhuisjes · 't Stort · De Streek · Takkebos · Ter Laan · Tijum · Valcum · Valom · Wadwerd · Walsweer · Westerhorn (De Marne) · Westerhorn (Hogeland) · Westerklooster · Westpolder · Wierhuizen · Wierum · 't Wildeveld · Willemsstreek · Zevenhuizen